# Tytanian manganu(II)
Tytanian manganu(II), MnTiO
3 – nieorganiczny związek chemiczny, sól kwasu tytanowego(IV) i manganu na II stopniu utlenienia.

## Otrzymywanie
Można go otrzymać metodą hydrotermalną z równomolowej mieszaniny octanu manganu(II) i butanolanu tytanu(IV) (Ti(OBu)
4), którą przygotowuje się w formie żelu w wodzie, etanolu i acetyloacetonu. Po odparowaniu rozpuszczalników powstaje galareta, którą umieszcza się w 5 M roztworze NaOH i autoklawuje przez 24 h w temperaturze 150–200 °C. Podczas procesu substraty ulegają rozkładowi, Ti(OBu)
4 do TiO
2, a Mn(OAc)
2 do Mn
3O
4 (mangan ulega częściowemu utlenieniu w warunkach reakcji). Tlenki te reagują ze sobą zgodnie z równaniem:
Mn
3O
4 + 3TiO
2  →  3MnTiO
3 + ½O
2↑